# ライアン ブロアム

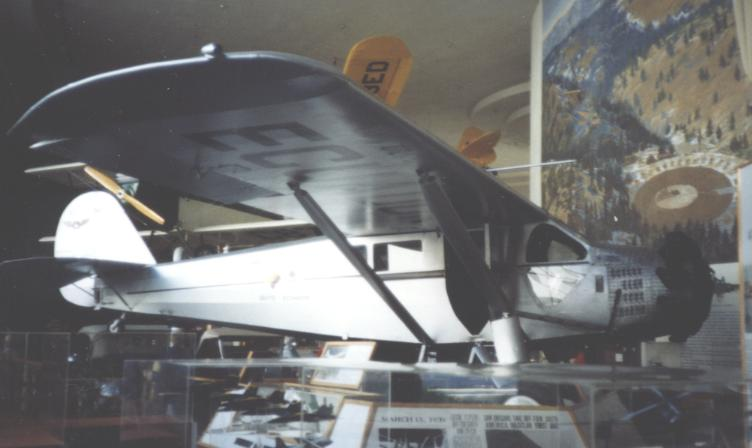
サンディエゴ航空宇宙博物館に展示されているRyan B-5 Brougham NC9236

ライアン ブロアム（Ryan Brougham）は、チャールズ・リンドバーグが搭乗して大西洋横断飛行に成功した「スピリットオブセントルイス号」を製作したライアン・エアロノーティカル社が1920年代から1930年代のはじめにかけて販売した乗客4人の単発旅客機である。
1926年にライアンが最初に製造した郵便機、ライアン M-1とほぼ共通の設計で、支柱付の高翼単葉機である。M1と異なるのは、密閉式の操縦席となった点である。当初価格は$12,200であったが、その後値下げされ、ライト J-5エンジンを搭載したものが$9,700、Hissoエンジンを搭載したものが$5,750となった。1機はフロートをつけて水上機とされた。最初のB-1 ブロアムの生産型は、地方のホテル・オーナーの注文を受けたものであったが、有名なパイロットのフランク・ホークスに引き渡され、「ゴールド・バグ」と命名された。リンドバーグがB-1 ブロアムを評価するためにライアンの工場を訪れたが、注文したのは新設計の機体であった。ブロアムと共通の部品は翼の支持部品と尾翼だけであった。Ryan NYP「スピリットオブセントルイス」は1927年に大西洋無着陸横断飛行に成功し、リンドバーグはヒーローとなった。フランク・ホークスは愛機を「スピリットオブサンディエゴ」と改名し、ワシントンまで飛行しリンドバーグの成功を祝った。宣伝のためライアンはホークスを雇った。ホークスは各地を宣伝飛行を行ったが、あまり成功しなかった。
1927年にブロアムはワシントン州スポーケンで行われた、ナショナル・エア・レースで好成績を示し、フランク・ホークスはコーヒー会社のスポンサーを得て「ミス・マクスウェル・ハウス」と改名されたブロアムでDetroit news Air Transport Speed and Efficiency Trophy Raceで1位となり、1928年のFord Tudor Reliability Trial and Air Tourで6位となった。
212機が生産され、小規模な航空会社やチャーター便に用いられた。国内市場の他、中国、グアテマラ、メキシコ、サルバドルに輸出された。最盛期には月に20機の生産を行ったが、アメリカ合衆国の経済状況が悪化し、注文はとまり、1930年10月にライアンの工場は売却された。
有名なライアン ブロアムとしてはニュージーランドのジョン・モンクリエフ（John Moncrieff）とジョージ・フッド（George Hood）が搭乗して1928年1月10日にオーストラリアからニュージーランドまでタスマン海の横断飛行に挑戦した、「アオテアオラ号」（アオテアオラはマオリ語でニュージーランドの意味）がある。オーストラリアのリッチモンドを出発した「アオテアオラ号」は14時間の飛行でニュージーランドに到着する予定であったが12時間後に通信が途絶え、行方不明となり、機体は発見されなかった。
2001年時点で保存されているライアン ブロアムは2機で、サンディエゴ航空宇宙博物館に展示されているものとスピリットオブセントルイス号のレプリカに改造された1機がある。レストア中の機体が3機あり、そのうちの1機は「MGMスタジオ」のマスコットのライオンの「レオ・ザ・ライオン」を載せてアメリカ大陸横断飛行するために改造されたもので、その後、事故を起こしたがパイロットもライオンも無事であったという経歴の機体である。

## 派生型
- B-1 - Wright J-5 エンジン装備、初期生産型 (約 150 機生産)
- B-2 - 翼幅を広げた特別機で、プロモーション用に1機だけ製作
- B-3 - 6座席、尾翼拡大 (9 機生産)
- B-5 - Wright J-6 エンジン装備 (61 機生産)
- B-7 - Pratt & Whitney Wasp エンジン装備 (8 機生産)

## 要目 (B-1)
- 乗員：1名
- 乗客：41名
- 全長：8.46 m
- 全幅：12.80 m
- 全高：2.67 m
- 翼面積：25.1 m2
- 空虚重量：846 kg
- 全備重量：1,497 kg
- エンジン：  Wright J-5, 225 hp
- 最高速度：201 km/h
- 巡航高度：4,900 m
- 航続距離：1,130 km